# Martin Horký
Martin Horký (5. listopadu 1883, Veselí nad Moravou, Rakousko-Uhersko – 2. ledna 1964) byl český římskokatolický kněz, dlouholetý farář v Polešovicích a čestný papežský komoří.
Středoškolská studia absolvoval v Kroměříži jako chovanec tamějšího chlapeckého semináře. Po kněžském svěcení, které přijal 5. července 1907, byl ustanoven kaplanem v Uničově. V roce 1915 nastoupil vojenskou službu, z níž se vrátil až po skončení první světové války. Za první republiky působil jako kaplan nejprve krátce v Olomouci, poté v Moravičanech a od roku 1924 v Kelči. Později se stal farářem ve Špičkách, roku 1933 odešel do Vlčovic a v letech 1937 až 1962 působil jako farář v Polešovicích. Během svého polešovického působení se zasloužil o provedení generální opravy kostela sv. Petra a Pavla a tamější fary, jakož i o pořízení nových varhan v roce 1946. Dne 22. dubna 1947 jej papež Pius XII. jmenoval čestným komořím Jeho Svatosti. Martin Horký zemřel v lednu 1964.